# Cetomimidae
Cetomimidae é uma família de pequenos peixes bericiformes de águas profundas com nadadeiras raiadas. Eles estão entre os peixes que vivem em maiores profundidades conhecidos, com algumas espécies registradas em profundidades superiores a 3.500m . As fêmeas são conhecidas como peixes-baleia flácidos, os machos são conhecidos como peixes-nariz-grande, enquanto os juvenis são conhecidos como peixes-fita e antigamente eram considerados parte de uma família separada, chamada de Mirapinnidae. Os adultos apresentam dimorfismo sexual extremo, e os machos adultos já foram considerados exemplares de outra família, Megalomycteridae. 
Acredita-se que os Cetomimidae tenham uma distribuição circumglobal por todo o Hemisfério Sul, sendo a família mais diversa de peixes-baleia. A maior espécie, Gyrinomimus grahami, atinge um comprimento de cerca de 40cm, embora a maioria das espécies tenha em média cerca de 20 cm.  Eles se distinguem de outros peixes-baleia pela pele solta e sem escamas e pela ausência de fotóforos .

## Descrição

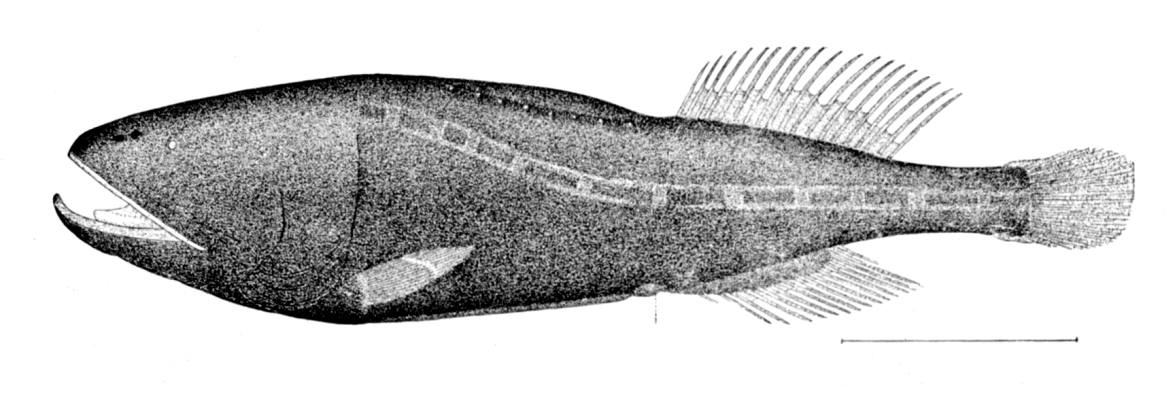
Ditrophthys storeri

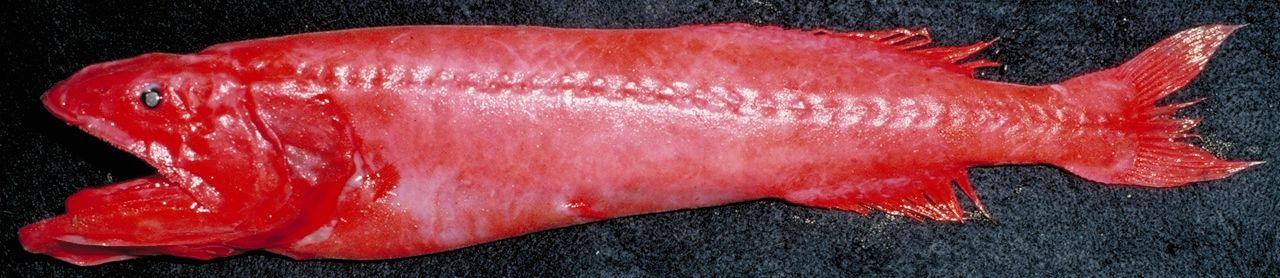
Fêmea de Cetomimidae, também conhecida como peixe-baleia flácido

Vivendo em profundidades extremas e sem luz, as fêmeas adultas desenvolveram um sistema de linha lateral excepcionalmente bem desenvolvido. Seus olhos são muito pequenos ou vestigiais e, em vez disso, esse sistema de poros sensoriais (que percorrem o comprimento do corpo em uma linha lateral distinta) ajuda o peixe a perceber com precisão o ambiente ao redor, detectando vibrações. Nomeados em homenagem aos corpos semelhantes aos das barbas de baleia das fêmeas adultas (do grego ketos, que significa "baleia" ou "monstro marinho", e mimos, que significa "imitativo"), os Cetomimidae têm bocas grandes e suas nadadeiras dorsal e anal são colocadas bem para trás da cabeça. Todas as nadadeiras não possuem espinhos e as nadadeiras pélvicas estão ausentes. Os peixes também não possuem bexigas natatórias.
As fêmeas adultas de Cetomimidae apresentam coloração que varia do vermelho ao marrom alaranjado quando vivas, com as nadadeiras e mandíbulas, em particular, sendo de cores brilhantes. Comprimentos de onda eletromagnéticos maiores (como vermelho e laranja) não penetram nessa profundidade do oceano. Animais que evoluíram nessa profundidade não conseguem enxergar esses comprimentos de onda maiores, o que torna os peixes efetivamente pretos.
Seus estômagos são altamente distensíveis, permitindo que as fêmeas adultas persigam presas que, de outra forma, seriam grandes demais para elas comerem. Os machos adultos não comem nada, pois suas mandíbulas se fundiram durante a transformação da fase juvenil. Os machos retêm as conchas das presas consumidas ainda na fase juvenil e continuam a metabolizá-las pelo resto de suas vidas. Ambas as características podem ter evoluído devido à extrema escassez de alimentos nas profundezas do oceano. 
Embora pouco se saiba sobre sua história de vida, novas descobertas estão sendo feitas. Eles vivem no habitat pobre em nutrientes da zona batipelágica oceânica, em profundidades entre 1.000 e 4.000 m. Acredita-se que eles nadem para cima, em direção à parte superior desta zona, quando põem e fertilizam seus ovos, como a maioria dos peixes nesta zona, pois ela contém mais nutrientes. As larvas de Cetomimidae não foram encontradas abaixo de 1000 m de profundidade.  No início de 2009, a Royal Society publicou um artigo detalhando a descoberta "de que três famílias com morfologias muito diferentes, Mirapinnidae (tapetails), Megalomycteridae (peixes de nariz grande) e Cetomimidae (peixes-baleia), são larvas, machos e fêmeas, respectivamente, de uma única família, Cetomimidae." Aparentemente, "as transformações morfológicas envolvem mudanças drásticas no esqueleto, mais espetacularmente na cabeça, e estão correlacionadas com mecanismos de alimentação distintamente diferentes. As larvas têm bocas pequenas e viradas para cima e se empanturram de copépodes. As fêmeas têm enormes aberturas com mandíbulas longas e horizontais e arcos branquiais especializados, permitindo-lhes capturar presas maiores. Os machos param de se alimentar, perdem o estômago e o esôfago e, aparentemente, convertem a energia do bolo alimentar de copépodes encontrados em todos os machos em transformação em um fígado enorme que os sustenta durante toda a vida adulta." 
Como muitos peixes de águas profundas, acredita-se que os Cetomimidae realizam migrações verticais noturnas; eles se alimentam nos 700m superiores da coluna de água à luz das estrelas e recuam para as profundezas abissais ao amanhecer. A julgar pelos estudos mais recentes, os peixes mais jovens parecem frequentar águas rasas mais do que os adultos.

## Peixes-fita
Antes de um relatório divulgado em janeiro de 2009, acreditava-se que os juvenis da espécie pertenciam a uma família taxonômica separada, Mirapinnidae, na ordem Cetomimiforme, com três gêneros Eutaeniophorus, Mirapinna e Parataeniophorus. Esses “Peixes-fita”, como também são conhecidas, eram conhecidas exclusivamente de espécimes imaturos, que vivem em águas mais rasas do que os adultos. 
As fitas são assim chamadas por causa de suas nadadeiras caudais, que incluem uma faixa estreita que pode ser mais longa que o corpo do peixe. O gênero Mirapinna, conhecido como peixe-peludo, não possui a serpentina, mas tem múltiplos crescimentos semelhantes a pelos em seu corpo. Todos os mirapinídeos não possuem escamas nem raios nas nadadeiras. Os mirapinídeos são todos peixes pequenos, com menos de 7cm de comprimento. Eles se alimentam de pequenos crustáceos.  Os juvenis machos retêm os copépodes desses crustáceos, que eles processam no fígado pelo resto da vida. "A maioria dos maiores juvenis tem um intestino inchado com copépodes visíveis externamente em vida como uma protuberância laranja inchada. Este bolo de copépodes deve fornecer a nutrição necessária para gerar o grande fígado que sustenta o macho pelo resto de sua vida." 